# 키프로스 방송 협회
키프로스 방송 협회(The Cyprus Broadcasting Corporation, 그리스어: Ραδιοφωνικό Ίδρυμα Κύπρου, 튀르키예어: Kıbrıs Yayın Kurumu, CyBC)는 키프로스 전 지역을 방송 대상으로 하는 키프로스의 국영 방송국이다.
1953년에 라디오 방송을 개시하였으며, 1957년에는 텔레비전 방송을 개시하였다. 유럽 방송 연합의 가맹국이기도 하다.

## 채널

### 텔레비전
- CyBC1
- CyBC2
- RIK Sat

### 라디오
라디오 채널은 채널명은 따로 없으며, 총 4개의 채널을 보유하고 있다.
- 클래식 음악 중심 채널.
- 튀르키예어 전용 채널.
- 엔터테인먼트 채널.
- 음악 중심 채널.